# Дивізіон A Молдови
Дивізіон A Молдови (рум. Divizia «A») — друга за рангом футбольна ліга Молдови. Заснована 1992 року. В лізі змагаються 16 команд. Чемпіон здобуває путівку до Національного дивізіону. Команди, які зайняли два останніх місця вилітають у Дивізіон «В».

## Переможці
- 1992: «Ністру» (Атаки)
- 1993: «Вілія» (Бричани)
- 1994: «MHM-93» (Кишинів)
- 1995: «Конструктурул» (Кишинів)
- 1996: «Локомотив» (Бессарабка)
- 1997: «Синдикат» (Кишинів)
- 1998: «Шериф» (Тирасполь)
- 1999: «Зімбру-2» (Кишинів)
- 2000: «Шериф»-2 (Тирасполь)
- 2001: «Шериф»-2 (Тирасполь)
- 2002: «Дачія» (Кишинів)
- 2003: «Тилігул» (Тирасполь)
- 2004: «Стяуа» (Кишинів)
- 2005: «Динамо» (Бендери)
- 2006: «Зімбру-2» (Кишинів)
- 2007: «Зімбру-2» (Кишинів)
- 2008: «Шериф»-2 (Тирасполь)
- 2009: «Віторул» (Оргіїв)
- 2010: «Костулені»
- 2011: «Локомотив» (Бєльці)
- 2012: «Шериф»-2 (Тирасполь)
- 2013: «Веріс»
- 2014: «Саксан»
- 2015: «Шериф»-2 (Тирасполь)
- 2016: «Спікул»
- 2017: «Шериф»-2 (Тирасполь)
- 2018: Кодру
- 2019: «Флорешти»